# Clavus putillus
Clavus putillus é uma espécie de gastrópode do gênero Clavus, pertencente a família Drilliidae.